# Station Etten Vosschendaalschestraat
Etten Vosschendaalschestraat is een voormalig tijdelijk eindstation van de spoorlijn Roosendaal - Breda. Het station werd, gelijktijdig met de oplevering van de spoorlijn, geopend op 20 juli 1854. Na het gereedkomen van de verlenging naar Etten-Leur werd het station op 11 december 1854 alweer gesloten.